# Brancourt-en-Laonnois
Brancourt-en-Laonnois – miejscowość i gmina we Francji, w regionie Hauts-de-France, w departamencie Aisne.
Według danych na styczeń 2014 roku gminę zamieszkiwało 705 osób, a gęstość zaludnienia wynosiła 107,3 osób/km².